# Paikpara, North 24 Parganas
Paikpara Một ngôi làng quận North Twentyfour Parganas thuộc bang Tây Bengal, Ấn Độ.

## Địa lý
Paikpara có vị trí 22°37′B 88°51′Đ / 22,62°B 88,85°Đ

## Nhân khẩu
Theo điều tra dân số năm 2011 của Ấn Độ, Paikpara có dân số 1,964 người. Phái nam chiếm 992 tổng số dân và phái nữ chiếm 972. Paikpara có tỷ lệ 64% biết đọc biết viết, tỷ lệ cho phái nam là 67%, và tỷ lệ cho phái nữ là 62%.